# Masuda
Masuda (jap. 益田市 Masuda-shi) – miasto w prefekturze Shimane, Japonia.

## Położenie
Miasto leży w zachodniej części prefektury nad Morzem Japońskim. Graniczy z miastami:
- Hamada
- Hagi
- Iwakuni
- Hatsukaichi

## Historia
Miasto zostało założone 1 sierpnia 1952 roku.

## Miasta partnerskie
- Chiny: Ningbo
- Nowa Zelandia: Queenstown